# Säbelpipra
Der Säbelpipra (Manacus manacus), auch Weißsäbelpipra oder  Mönchschnurrvogel genannt, ist eine 9,5 bis 11 Zentimeter große Art aus der Familie der Schnurrvögel.

## Aussehen
Das Männchen dieser Art hat einen schwarzen Rücken und schwarze Flügel. Die Schwanzoberseite und der obere Teil des Kopfes sind ebenfalls schwarz. Der Schnabel ist silbern, die Beine sind orange. Der Bauch, die Kehle und der Großteil des Kopfes sind weiß. Das Weibchen ist in einem schlichten Olivgrün gefärbt.

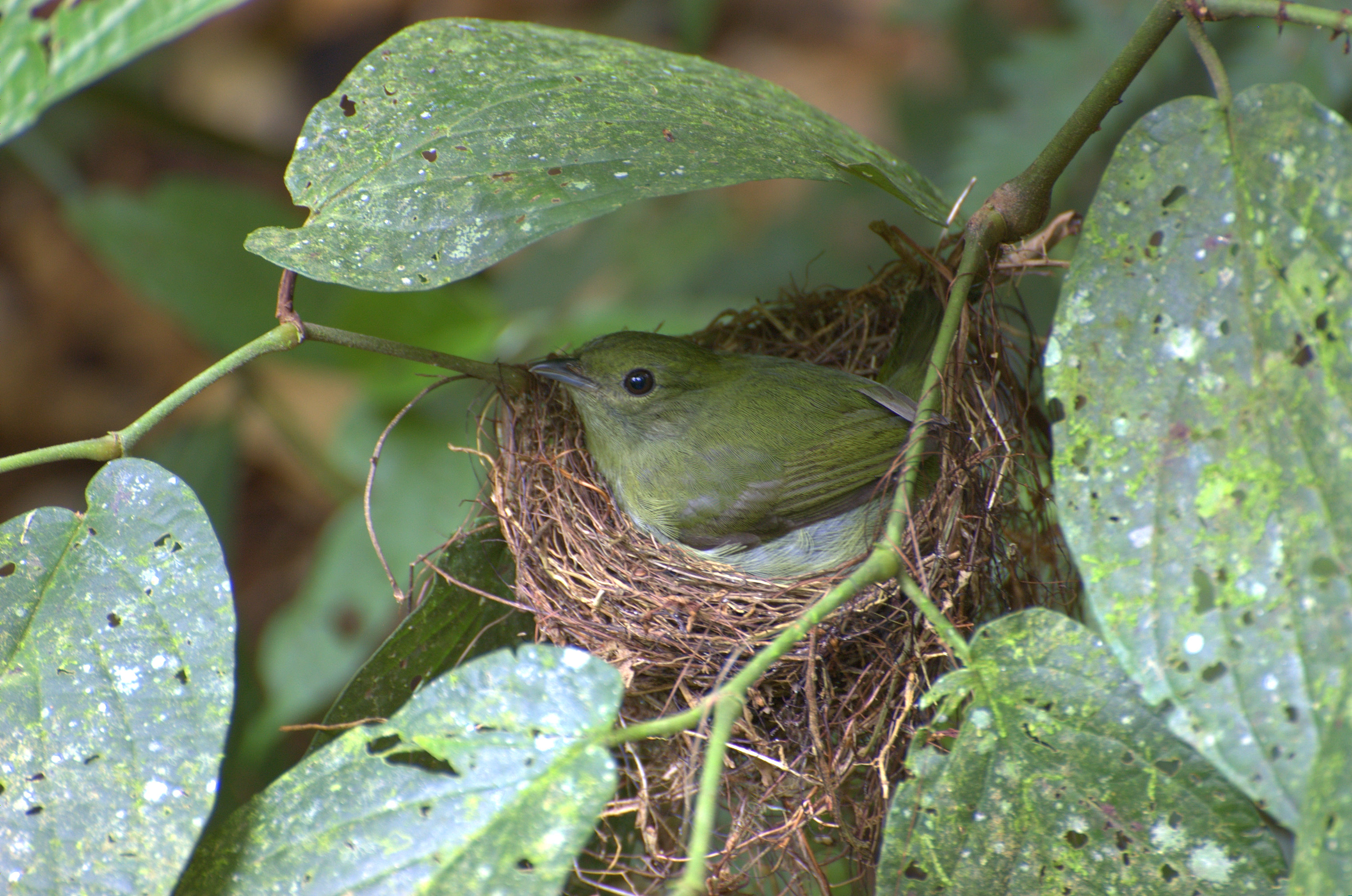
Weiblicher Säbelpipra im Nest

## Verbreitung und Lebensweise
Diese Art kommt in den Wäldern des tropischen Südamerikas von Trinidad bis Nordost-Argentinien vor. Sie bewohnt die dortigen Wälder sowie die Flussufer und die Waldränder. Als Nahrung dienen ihnen Früchte, welche sie im Fluge von den Ästen reißen oder anpicken. Daneben werden auch Insekten im Flug erbeutet. Die Vögel sind ganzjährig standorttreu.

Verbreitungskarte des Säbelpipras

## Fortpflanzung
Zur Fortpflanzung finden sich kleinere Gruppen von bis zu 50 Tieren zusammen. Die Männchen errichten zur Balz einen vom Pflanzenbewuchs entfernten Kreis mit einem Durchmesser von ca. einem Meter als Arena. Hier machen sie mit hellen Rufen und einem an ein Feuerwerk erinnernden Knall schon von Weitem auf sich aufmerksam. Um die Weibchen zu beeindrucken, vollführen sie Tänze mit aufgeplustertem Federkleid. Mit den Schwungfedern ihrer Flügel erzeugen sie Töne. Den Nestbau, das Ausbrüten des Geleges und die Aufzucht der Jungen überlassen sie allein den Weibchen. Die Männchen paaren sich meist mit mehreren Weibchen. Das Weibchen legt nur zwei weiße Eier in ein napfförmiges Nest, das in einer Höhe von 0,5–2 Metern über dem Erdboden in Büsche gebaut wird. Die Brutdauer beträgt 17–21 Tage. Die Jungen werden erst im Alter von 14 Tagen flügge. Die Jungen werden mit Insekten versorgt. Der Säbelpipra hat eine ganzjährige Fortpflanzungsperiode.

## Gefährdung und Schutzmaßnahmen
Aufgrund ihrer weiten Verbreitung und das für diese Art keinerlei Gefährdungen bekannt sind, stuft die IUCN diese Art als (Least Concern) nicht gefährdet ein.